# Buky v Krásném Poli
Buky v Krásném Poli jsou buky, které se nachází na hřbitově v Krásném Poli, v Ostravě ve Vítkovské vrchovině (subprovincie pohoří Nízký Jeseník) v Moravskoslezském kraji v Horním Slezsku.

## Další informace
Buky v Krásném Poli jsou dva chráněné památné kultivary stromů:
1. buk lesní nachový Fagus sylvatica ‚Atropunicea‘ - výška 19 m, obvod kmene ve výčetní výšce 2,85 m
2. buk lesní lemovaný Fagus sylvatica ‚Roseomarginata‘ - výška 20 m, obvod kmene ve výčetní výšce 2,9 m

V roce 1990 byl odhadnuto stáří stromů na 130 – 150 let. Ochranné pásmo stromů je dáno plochou svislého průmětu koruny stromu. Ochrana stromů byla vyhlášena 1. ledna 1990.

## Galerie

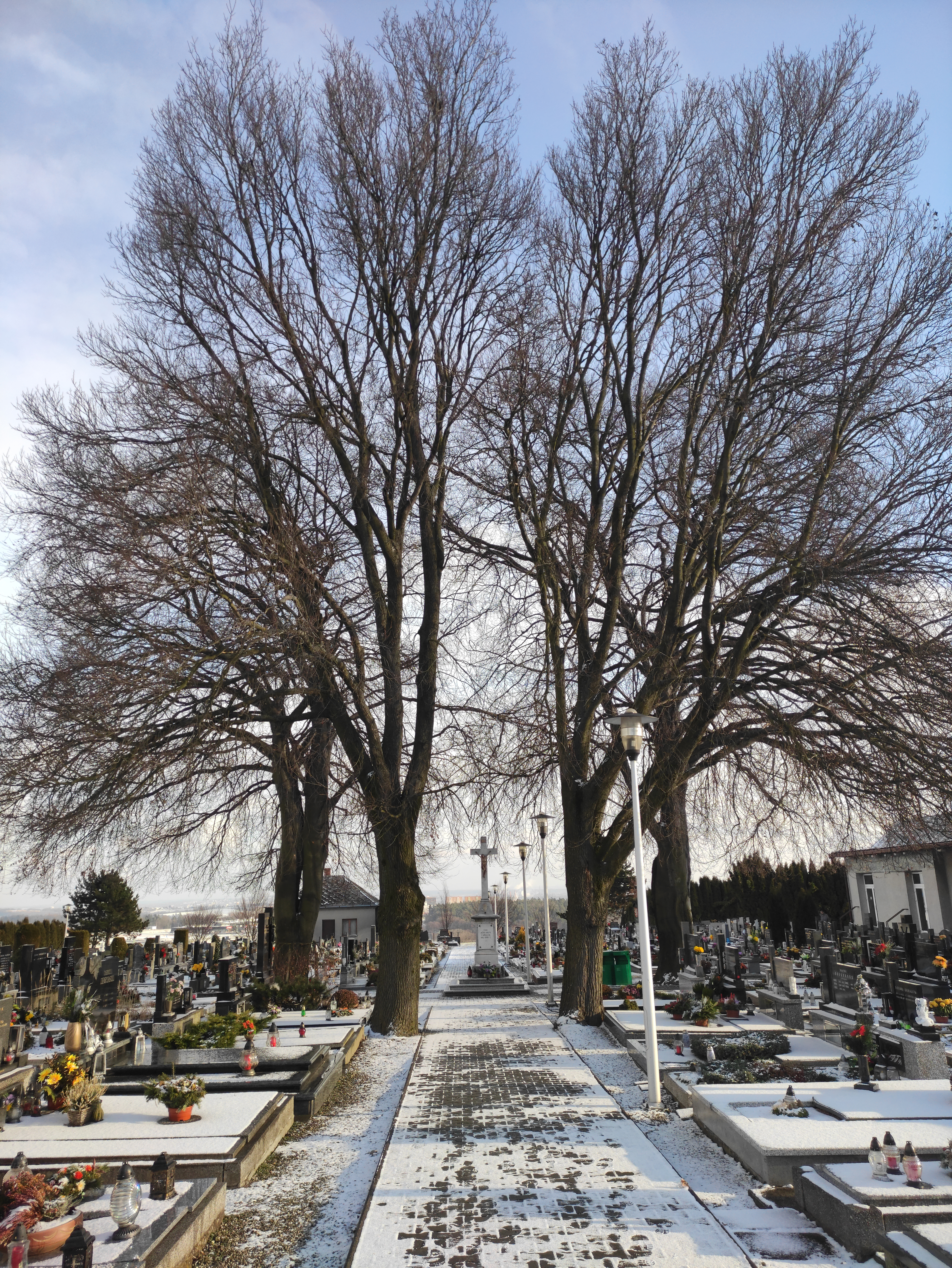
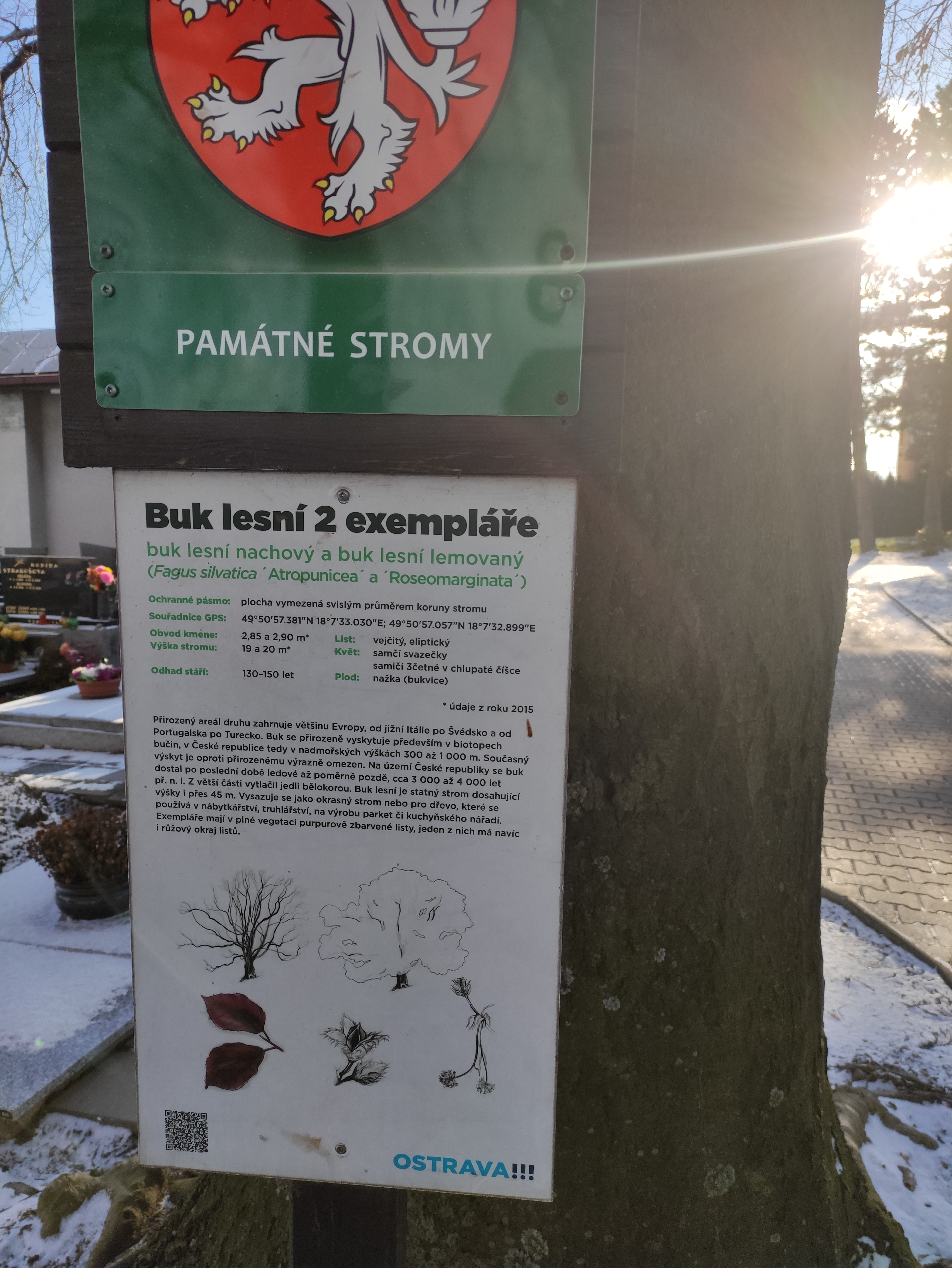